# Dubravice (Konjic, BiH)
Dubravice su naseljeno mjesto u općini Konjic, Federacija Bosne i Hercegovine, BiH.

## Stanovništvo

### 1991.
Nacionalni sastav stanovništva 1991. godine, bio je sljedeći:
ukupno: 125
- Srbi – 93
- Hrvati – 31
- ostali, neopredijeljeni i nepoznato – 1

### 2013.
Nacionalni sastav stanovništva 2013. godine, bio je sljedeći:
ukupno: 32
- Bošnjaci – 21
- Hrvati – 9
- Srbi – 2